# Kim Tillie
Kim Gerlof Guy Tillie (Cagnes-sur-Mer, 15 de julho de 1988) é um basquetebolista profissional francês que atualmente joga na Liga Grega e Euroliga pelo Olympiacos Pireu. O atleta possui 2,11m, pesa 105kg e atua na posição pivô. Nascido em uma família de esportistas, ele é filho de Laurent Tillie, além de irmão de Kévin e Killian, jogadores do vôleibol e do basquetebol, respectivamente.  